# Џејсон Александер
Џеј Скот Гринспан (енгл. Jay Scott Greenspan; Њуарк, 23. септембар 1959), познатији по уметничком имену Џејсон Александер (енгл. Jason Alexander), амерички је глумац, комичар, певач, редитељ и телевизијски водитељ. Најпознатији је по улози Џорџа Костанзе у ситкому Сајнфелд. Позајмљивао је глас у многим анимираним цртаним серијама међу којима су Звонар Богородичине цркве, 101 далматинац 2: Печова авантура у Лондону и Харли Квин.